# Sainkho Namtchylak

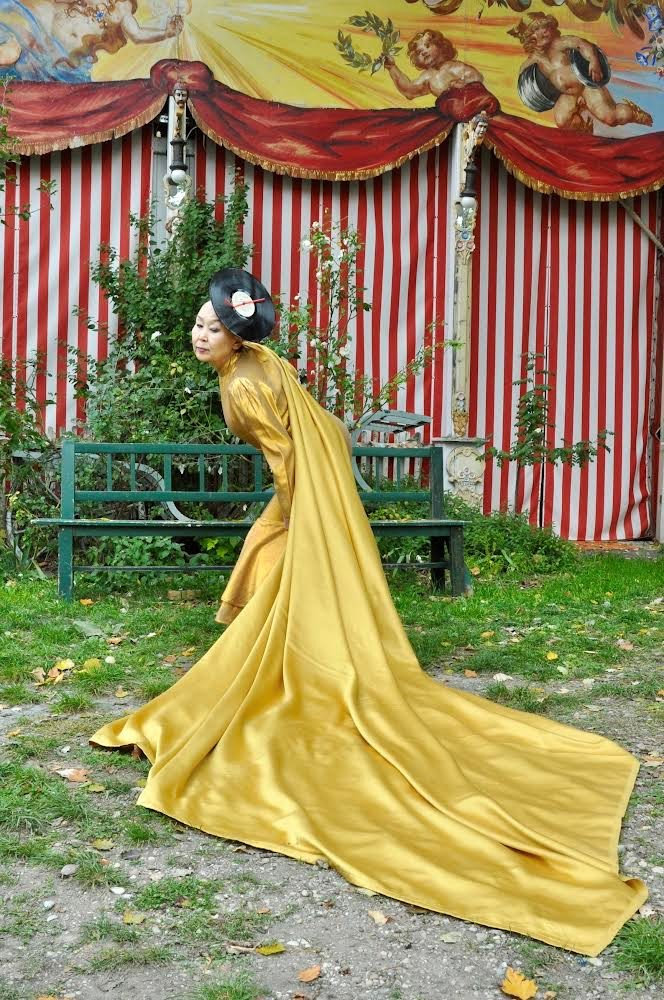
Sainkho Namtchylak im Herbst 2022 in Wien

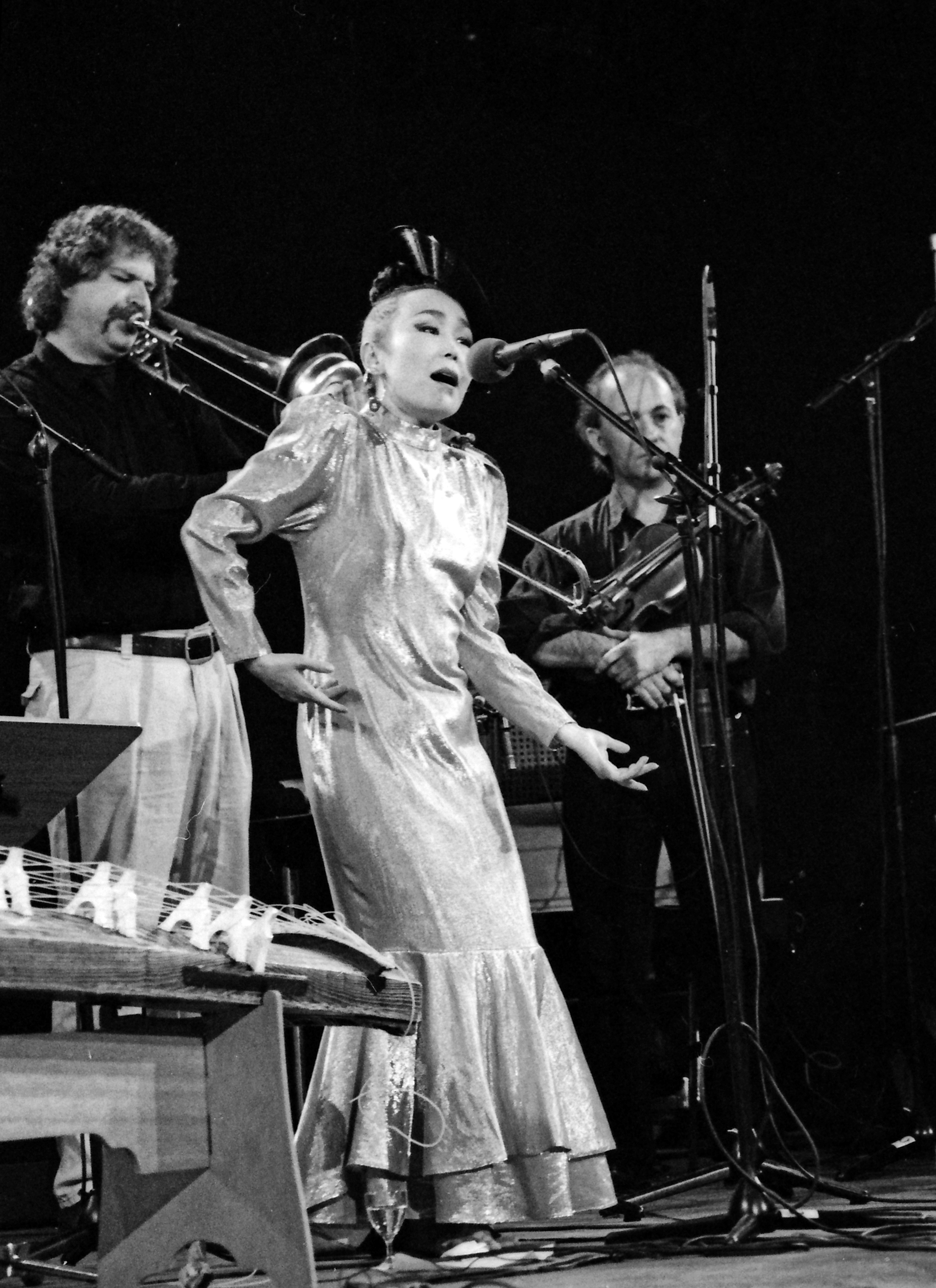
Sainkho Namchylak im Herbst 1991

Sainkho Namtchylak (Sainho, Sanho, Sainko, Namtschylak, Namchilak; tuwinische Schrift: Саинхо Окан-ооловна Намчилак, Сайнкхо Намчилак; * 11. März 1957) ist eine tuwinisch-österreichische Sängerin, Songwriterin, Klangkünstlerin und Gesangslehrerin. Sie betätigt sich auch als Lyrikerin und bildende Künstlerin und lehrte an der Wiener Schule für Dichtung. Sie kommt ursprünglich aus der Republik Tuwa, Südsibirien, Russische Föderation, an der Grenze zur Mongolei. Sie lebt seit 1991 in Wien und ist österreichische Staatsbürgerin. Sie ist in den Bereichen Jazz, Avantgarde und Weltmusik unterwegs und ist bekannt für ihren einzigartigen großen Stimmumfang, Oberton- und Kehlkopfgesang.

## Leben
Ihre Eltern waren Lehrer, ihre Großeltern Nomaden. Bereits in jungen Jahren kam Namtchylak durch ihre Großmutter in Kontakt mit dem traditionellen (und vor allem Männern vorbehaltenen) Kehlkopfobertongesang der Turkvölker Südsibiriens. Von ihr lernte sie viele traditionelle Lieder, bevor sie 1975 eine Ausbildung an der Musikhochschule in Kysyl begann, die sie ab 1981 an der Ipolitova-Ivanova-Akademie in Moskau fortsetzte. Ihren Abschluss erhielt sie 1988 vom Gnesin-Institut mit einer Arbeit über Gesangsstile in der rituellen Musik Sibiriens. Neben ihrer Ausbildung war Namtchylak auch Mitglied in verschiedenen Musikgruppen und unternahm zusammen mit der Folkloregruppe Sayani von 1987 bis 1989 eine Tournee durch Teile Europas, Asiens und Amerikas. Danach schloss sie sich in Moskau der experimentellen Gruppe Tri-O an, mit der sie Auftritte im Westen hatte. 1991 zog sie für mehrere Jahre nach Wien.
1997 war sie Opfer eines tätlichen Angriffs und lag mehrere Wochen lang im Koma.
Sie spielte mit Musikern wie Andreas Vollenweider, Peter Kowald, Werner Lüdi, Shelley Hirsch, Irene Becker, Jan Garbarek, Vladimir Tarasov, Dschiwan Gasparjan, Wolfgang Muthspiel, Huun-Huur-Tu und dem Moscow Composers Orchestra.
Seit Anfang der 1990er Jahre widmet sie sich in ihrem musikalischen Schaffen der Synthese der traditionellen sibirischen Musik mit westlichen Musikstilen wie freiem Jazz und Pop. Darauf basierend spielte Namtchylak Alben wie Naked Spirit (Preis der deutschen Schallplattenkritik in der Kategorie Folklore/Worldmusik) oder Who Stole the Sky (World Music Award von BBC 3, 2005) ein. 2015 erschien ihr Album Like a Bird or Spirit, Not a Face, das sie zusammen mit Eyadou Ag Leche und Said Ag Ayad von der Tuareg-Band Tinariwen aufnahm.
Ihre Stimme umfasst sieben Oktaven. Auf mehreren Alben (z. B. Who Stole the Sky?, Cyberia) tritt sie solo auf.

## Diskografie
- 1991 – Anthology of Russian Jazz
- 1991 – Tunguska-Guska, eine Meteoritenoper (Hörspiel von Grace Yoon und Iris Disse)
- 1991 – Lost Rivers
- 1992 – Pulse, mit Michael Sievert
- 1993 – Out of Tuva
- 1996 – Mars song (Duo mit Evan Parker)
- 1996 – Amulet (Duo mit Ned Rothenberg)
- 1996/99 – Aura (mit Peter Kowald, Vladimir Tarasov, Vladimir Volkov)
- 1997 – Time Out
- 1997 – Letters
- 1998 – Sound Poetry Live At Schule Für Dichtung (mit Allen Ginsberg, Wolfgang Bauer und Ed Sanders)
- 1998 – Naked Spirit
- 2001 – Stepmother City
- 2003 – Who Stole The Sky?
- 2005 – Forgotten Streets of St. Petersburg (mit TriO)
- 2007 – Nomad
- 2006 – Karmaland
- 2008 – Mother-Earth! Father-Sky! (mit Huun-Huur-Tu)
- 2009 – Cyberia
- 2010 – Not Quite Songs (gemeinsam mit Nickolai Sudnick)
- 2013 – Go to Tuva (mit Garlo)
- 2015 – Like a Bird or Spirit, Not a Face (mit Mitgliedern von Tinariwen)
- 2019 – Echo of the Ancestors
- 2020  – Antiphonen (mit Ned Rothenberg, Dieb13)

## Lexigraphischer Eintrag
- Marcus Gammel: The New Grove Dictionary of Jazz. Volume 2 Gabler-Niewood, second edition, Macmillan Publishers, London 2002, ISBN 1-56159-284-6
- Martin Kunzler: Jazz-Lexikon. Band 2: M–Z (= rororo-Sachbuch. Bd. 16513). 2. Auflage. Rowohlt, Reinbek bei Hamburg 2004, ISBN 3-499-16513-9.